# Oliver Lines
Oliver Lines, född 16 juni 1995 i Leeds, är en professionell brittisk snookerspelare. Han är son till den före detta snookerspelaren Peter Lines.

## Karriär
Oliver Lines blev professionell 2014. Bland hans meriter kan nämnas att han 2024 tog sig till semifinal i rankingturneringen British Open där han förlorade på John Higgins.